# María Félix
María Félix, il cui nome completo era María de los Ángeles Félix Güereña (Álamos, 8 aprile 1914 – Città del Messico, 8 aprile 2002), è stata un'attrice messicana.
Conosciuta anche con l'appellativo di La Doña, attribuitole dopo il suo ruolo nel film Doña Bárbara (del 1943), assieme a Pedro Armendáriz e Dolores del Río è stata una delle icone dell'età d'oro del cinema messicano; con quest'ultima e Silvia Pinal forma il trio delle attrici messicane più famose nella storia del cinema.

## Biografia
María Félix nacque ad Álamos, nello stato di Sonora, Messico. Esiste una disputa riguardo alla sua data di nascita: è opinione, non unanime ma largamente diffusa (e condivisa da IMDb), che sia nata il giorno 8 aprile 1914, e che sia quindi morta il giorno del suo 88º compleanno (8 aprile 2002). Nondimeno il suo necrologio sul New York Times riportava come data di nascita il 4 maggio 1914, ma non ci sono prove concrete che possano supportare una delle tesi.
Suo padre, Bernardo Félix, discendeva dagli indios Yaqui. Sua madre, Josefina Güereña, era di origine basca. La coppia ebbe 15 figli, 3 dei quali morirono presto.
Dal 1931 al 1938 fu sposata con Enrique Álvarez, padre del suo unico figlio, Enrique Álvarez Félix (1934-1996). La coppia divorziò a causa dei tradimenti di lui e María si trasferì a Città del Messico con il figlio; si racconta che lavorò come segretaria di un chirurgo plastico che la esibiva per dimostrare la sua bravura. Una bugia bianca di cui lei non si vergognava dato che non danneggiava nessuno.
Dopo il debutto cinematografico si sposò con il cantante Agustín Lara che compose in suo onore la canzone María Bonita. Il matrimonio, durato dal 1943 al 1947, fu difficile a causa della pressante attenzione della stampa nei confronti dell'attrice, la cui carriera all'epoca era in forte ascesa.

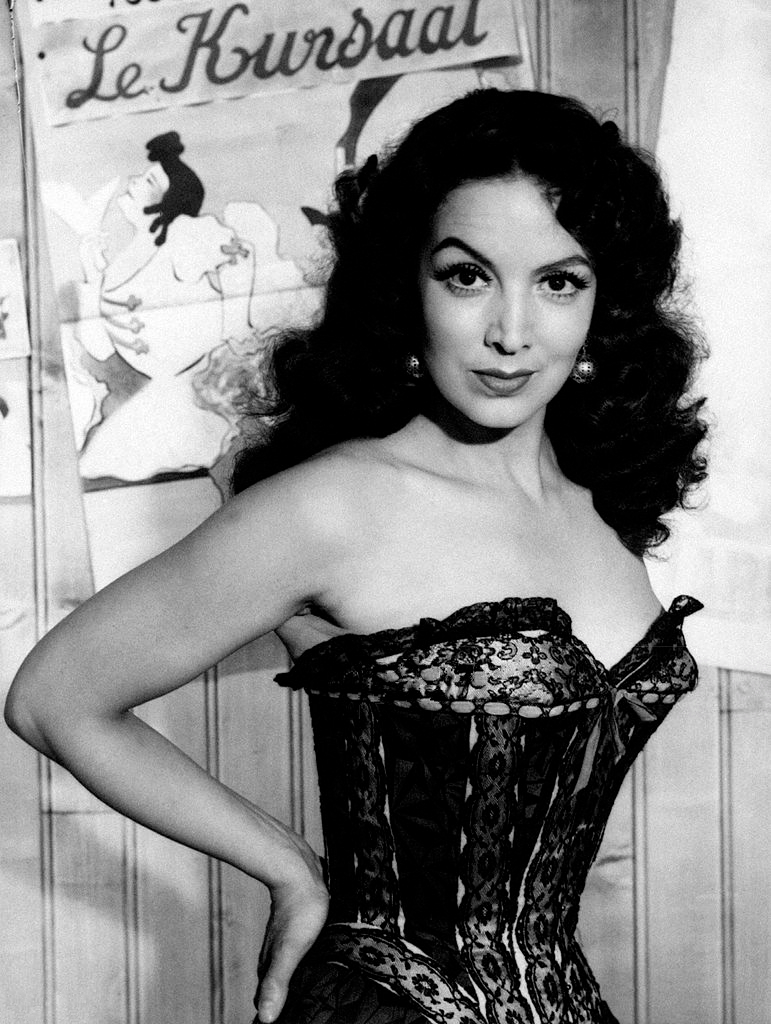
María Félix nel 1954

Il terzo matrimonio fu con l'attore Jorge Negrete, dal 18 ottobre 1952 al 1953, anno della sua morte; Negrete era stato il suo primo partner sullo schermo e la lavorazione del film non era stata facile a causa del loro rapporto burrascoso, ma i loro caratteri erano nel frattempo cambiati.
L'ultimo matrimonio fu celebrato nel 1956 con il banchiere francese Alex Berger, di cui rimase vedova nel 1974. In questo periodo continuò a viaggiare tra Messico e Francia dove frequentò personalità come Jean Cocteau.
Alla fine degli anni cinquanta ridusse gli impegni lavorativi fino a decidere di abbandonare le scene per dedicarsi alla sua grande passione: i cavalli. I suoi destrieri allevati in Francia erano battezzati con nomi messicani e ottennero numerose vittorie.
Si raccontano varie relazioni con diverse personalità, come ad esempio con il pittore messicano Diego Rivera che, avendo perso la testa per lei, chiese il divorzio da Frida Kahlo (1939), mentre abbandonò poco prima delle nozze l'attore argentino Carlos Thompson. Dopo la morte del quarto marito ebbe un legame con l'artista Antoine Tzapoff.
Nel 1996 suo figlio Enrique morì a causa di un attacco cardiaco. Da allora anche le sue partecipazioni pubbliche cessarono fino alla morte, avvenuta nel 2002.

### Carriera
La sua carriera cinematografica (47 film) iniziò per caso, quando fu avvicinata per strada a Città del Messico, dov'era in vacanza, dal regista Fernando Palacios, che le chiese se voleva fare del cinema. La sua risposta fa parte della leggenda: “Chi le dice che voglia entrare nel cinema? Se ne ho voglia, lo farò; ma quando lo vorrò io, e sarà attraverso la porta principale”. La sua prima pellicola fu El Peñón de las Animas (1942), al fianco di Jorge Negrete, a quei tempi l'attore più popolare in Messico. Da allora in poi tutti i suoi ruoli furono da protagonista. I produttori volevano anche cambiarle nome ma lei fece opposizione e acconsentì solo ad accorciarlo.
Il suo film più rappresentativo fu certamente Doña Bárbara (1943) una superproduzione tratta da un famoso romanzo dello scrittore venezuelano Rómulo Gallegos (che pare ebbe a dichiarare che solo Maria Felix poteva essere la protagonista della sua storia). Interpretò una dolce sposa che a seguito di una violenza decide di vendicarsi dei suoi aggressori dimostrando di saper prendere in mano la propria vita e portare a termine una difficile missione. Forse per la prima volta in Messico la donna dominava l'uomo con la forza. La pellicola fu un grande successo in tutta l'America Latina e da questo momento l'attrice venne soprannonimata "la Doña". In questo film si vede la ciocca di capelli grigi che aveva ereditato dal padre e che veniva sempre nascosta nei film e nelle foto.

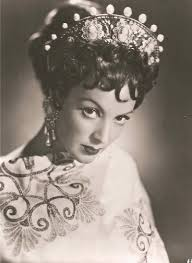
Maria Félix in Messalina (1951)

La sua bellezza e la sua vistosa personalità portarono la sua popolarità alle stelle. La sua immagine inquietante e piena di fascino emerse in film quali La mujer sin alma (1943) e La devoradora (1946), di Fernando de Fuentes, La diosa arrodillada (1947) di Roberto Gavaldón e Femmina diabolica (1948), di Tito Davison. Lei stessa andava arricchendo tale immagine che culminò nella collaborazione con il regista Emilio "Indio" Fernández, con il quale completò la trilogia: Enamorada (1946), Río Escondido (1947) e Feudalismo messicano (1948). Nemmeno la sua avventura francese,  French Cancan (1954) di Jean Renoir, fu celebrata quanto quei tre titoli dell'“Indio” Fernández.
Era il periodo d'oro per il cinema messicano, un paese che stava crescendo e si stava affermando nel mondo, tanto da partecipare a numerosi festival cinematografici ottenendo plauso e riconoscimenti dalla critica e dal pubblico.
Hollywood le offrì numerosi ruoli che lei sempre rifiutò a causa dei troppi impegni e preferì recitare in Europa. Lavorò con Luis Buñuel ne Los ambiciosos (1959), con Juan Antonio Bardem in Sonatas (1959), che ricreava i testi di Valle-Inclán, con Rafael Gil in Alba di sangue (1948), con l'argentino Luis Saslavsky ne La corona nera (1951), da un testo di Jean Cocteau che collaborò alla sceneggiatura. Nel 1951 girò Messalina di Carmine Gallone, mentre in Incantesimo tragico (Oliva) (1951) di Mario Sequi ritrovò come partner Rossano Brazzi per la seconda volta (dopo La corona nera).
I suoi lavori però iniziarono a non soddisfare la critica e anche il pubblico non sembrava essere più interessato a lei quindi diradò le sue apparizioni. Fu presa in considerazione per molti progetti cinematografici ma a volte per caso, a volte per sua volontà non vi prese parte, tra questi Senso di Luchino Visconti perché la legge italiana non permetteva alle attrici straniere di lavorare a più di un film all'anno, Il circo e la sua grande avventura di Henry Hathaway perché non voleva apparire (o forse sfigurare) a fianco della giovane Claudia Cardinale nel ruolo di sua madre, La contessa scalza di Henry Hathaway perché aveva appena terminato di girare La bella Otero e non voleva tornare nei panni di una ballerina spagnola. Accettò di tornare sul piccolo schermo solo nel 1970 per lavorare a La Constitución una telenovela storica.
Apparve in alcune trasmissioni televisive dove raccontò la sua storia e i suoi film, interpretando sempre il personaggio della grande diva.

### Nella musica, nella moda e nelle arti
Agustín Lara scrisse numerose canzoni per lei, oltre a María Bonita (incisa anche da Plácido Domingo) vanno ricordate Aquel amor e Noche de ronda. Il compositore Juan Gabriel scrisse per lei María de Todas las Marías e altre canzoni.
María Félix venne ritratta da molti artisti come Diego Rivera, Leonor Fini, Leonora Carrington, Stanislas Lepri e Antoine Tzapoff.
Case di moda come Christian Dior e Balenciaga crearono per lei modelli esclusivi e stravaganti. Importante anche il rapporto con Cartier, alla quale commissionò un bracciale a forma di serpente e che nel 2006 ispirò una collezione chiamata  The La Dona de Cartier watch.

## Filmografia
- El Peñón de las Ánimas (1942)
- María Eugenia (1942)
- Doña Bárbara (1943)
- China poblana (1943)

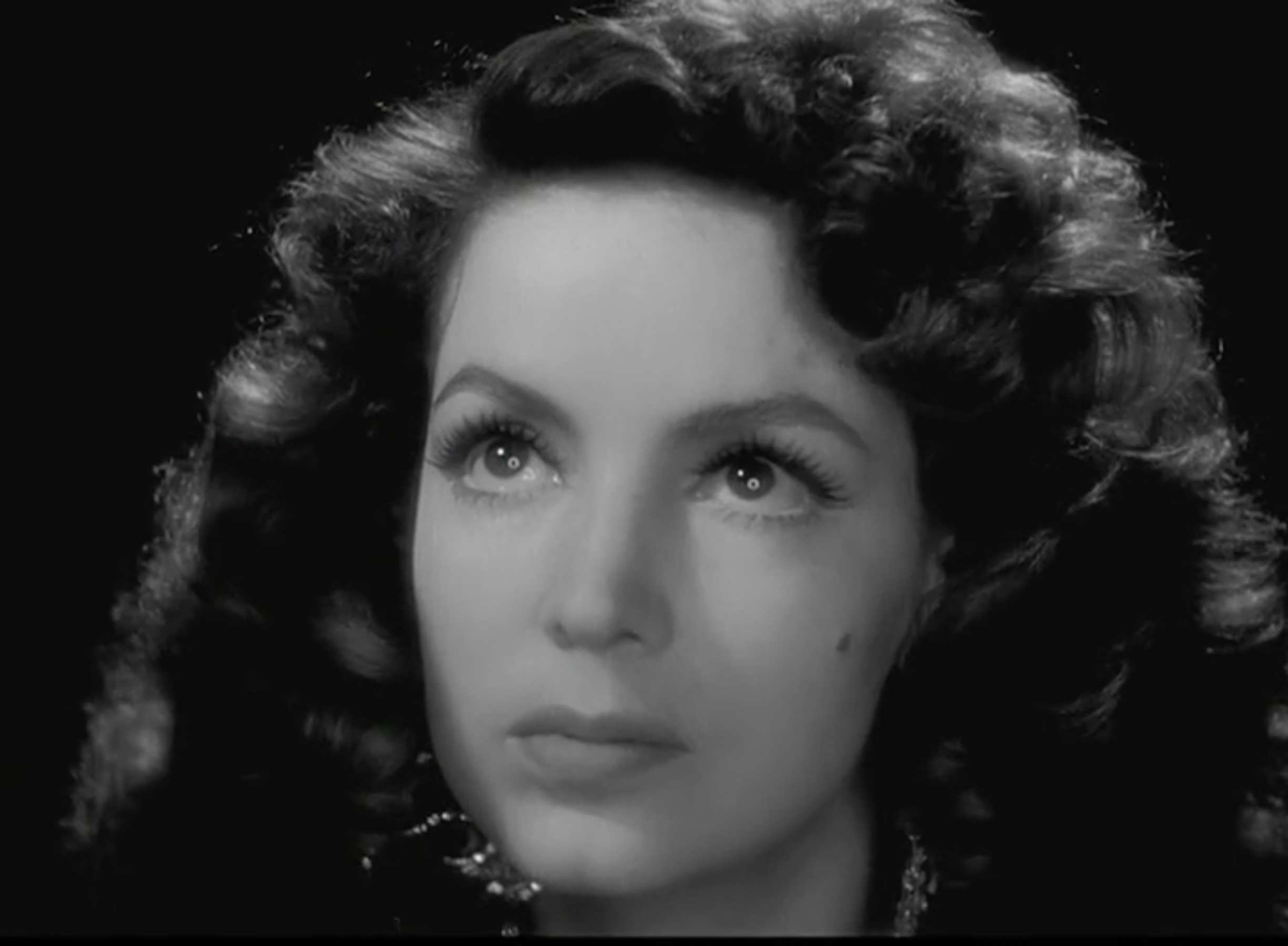
Maria Félix in Incantesimo tragico (Oliva) (1951)

- La Mujer sin Alma regia di Fernando de Fuentes (1943)
- La Monja Alférez (1944)
- Amox regia di Antonio Momplet (1944)
- El Monje Blanco regia di Julio Bracho (1945)
- Il demone della carne (Vértigo) regia di Antonio Momplet (1945)
- Malafemmina (La devoradora) (1946)
- La donna di tutti (La Mujer de Todos) (1946)
- Enamorada regia di Emilio Fernández (1946)
- La dea inginocchiata (La Diosa Arrodillada) regia di Roberto Gavaldón (1947)
- Il mostro di Rio Escondido (Río Escondido) regia di Emilio Fernández (1947)
- Que Dios me Perdone (1947)
- Feudalismo messicano (Maclovia) regia di Emilio Fernández (1948)
- Femmina diabolica (Doña Diabla) regia di Tito Davison (1949)
- Il romanzo di una donna (Una Mujer Cualquiera) regia di Rafael Gil (1949)
- La maliarda (La Noche del Sábado) (1950)
- La corona nera (La corona negra), regia di Luis Saslavsky (1951)
- Incantesimo tragico (Oliva) (Hechizo trágico) regia di Mario Sequi (1951)
- Messalina, regia di Carmine Gallone (1951)
- Passione nuda (La Pasión Desnuda) regia di Luis César Amadori (1952)
- Donne e arena (Camelia, 1953), regia di Roberto Gavaldón[1]
- Reportaje regia di Emilio Fernández (1953)
- El Rapto regia di Emilio Fernández (1953)
- La bella Otero (La belle Otero), regia di Richard Pottier (1954)
- French Cancan regia di Jean Renoir (1954)
- El Charro Inmortal (1955)
- La passionaria (La escondida) (1955)
- Gli eroi sono stanchi (Les Héros sont Fatigués), regia di Yves Ciampi (1955)
- Canasta de Cuentos Mexicanos (1955)
- Tizoc regia di Ismael Rodríguez (1956)
- Faustina (1956)
- Oltre ogni limite (Flor de Mayo), regia di Roberto Gavaldón (1957)
- Miércoles de Ceniza (1958)
- Café Colón (1958)
- La Cucaracha (film) (1958)
- La Estrella Vacía (1958)
- L'avventuriero dei due mondi (Sonatas) regia di Juan Antonio Bardem  (1959)
- L'isola che scotta (La fièvre monte à El Pao) regia di Luis Buñuel  (1959)
- La grande rivolta(Juana Gallo) (1960)
- Si yo fuera Millonario (1962)
- La bandida regia di Roberto Rodríguez (1962)
- Amor y Sexo (Safo) regia di Luis Alcorizo (1963)
- La Valentina (1965)
- La generala regia di Juan Ibáñez (1970)
- La Constitución (1970) - serie TV

## Doppiatrici italiane
- Lydia Simoneschi in Messalina, Incantesimo tragico (Oliva), La passionaria
- Giovanna Scotto in La dea inginocchiata

## Riconoscimenti
- Premio Ariel
  - 1948 – Migliore attrice per Enamorada
  - 1951 – Migliore attrice per Femmina diabolica (Doña diabla)